# Бизов Володимир Федорович

Бюст В. Ф. Бизова

Володи́мир Фе́дорович Би́зов (17 серпня 1937, Пушкіно, Омська область — 24 квітня 2011, Кривий Ріг) — український вчений-гірник, педагог, «Заслужений діяч науки і техніки України», лауреат Державної премії України в галузі науки і техніки.

## Біографія

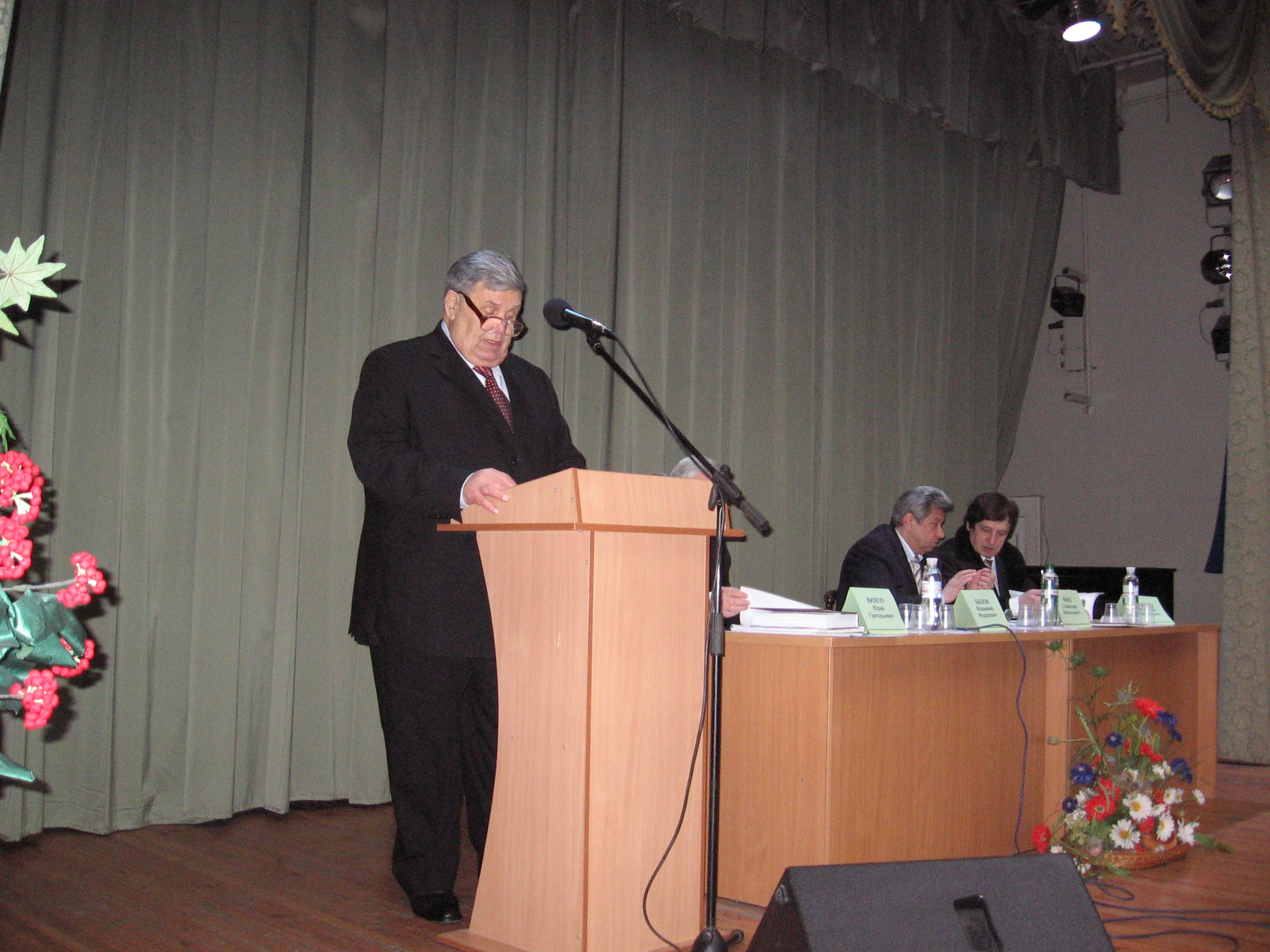
Засідання Академії гірничих наук України. Виступає Володимир Федорович Бизов.

1954 року закінчив Гвіздецьку середню школу.
Бизов Володимир Федорович — ректор Криворізького технічного університету. Президент Академії гірничих наук України, професор, доктор технічних наук. Засновник наукової школи з теорії управління якістю сировини гірничих підприємств, голова спеціалізованої ради по захисту докторських дисертацій.
Обирався головою спеціалізованої ради із захисту докторських дисертацій.
Професор В. Бизов — член оргкомітету Міжнародного гірничого конгресу, Всесвітньої асоціації гірничих професорів і Нью-Йорської академії наук, дійсний член Російської Академії природничих наук.
Похований на цвинтарі села Ранній Ранок, на Криворіжжі.
На честь В. Ф. Бизова названа вулиця в м. Кривий Ріг

## Творчий доробок
Автор більш як 200 наукових праць, з них 19 монографій, понад 30 винаходів.
Під його керівництвом підготовлено «Бібліотеку гірничого інженера», яка складається з 14 томів.

## Нагороди та відзнаки
- Нагороджений орденом «Знак Пошани», медаллю «Ветеран праці», медаллю «За доблесну працю».
- Звання «Заслужений діяч науки і техніки України»
- Лауреат Державної премії в галузі науки і техніки.

## Інтернет-ресурси
- Бизов Володимир Федорович на сторінках ЕСУ [Архівовано 5 серпня 2020 у Wayback Machine.]